# Trabzonspor (Basketball)
Trabzonspor Medical Park Basketbol Külübü war eine Basketballabteilung des türkischen Sportvereins Trabzonspor. Die 2008 gegründete Abteilung spielte von 2014 bis 2018 als Profimannschaft in der Basketbol Süper Ligi erstklassig und gewann zweimal die Meisterschaft in der Türkiye Basketbol 2. Ligi. 2015 erreichte Trabzonspor das Final Four der EuroChallenge, in dem man Zweiter wurde.

## Geschichte

### Gründung
Erstmals wurde im Jahr 1967 ein Basketballverein gegründet, nachdem amerikanische NATO-Soldaten die Sportart in Trabzon bekannt gemacht hatten. Danach ist der Verein drei Mal aktiv gewesen bis zur heutigen Gründung im Jahr 2005. Im Jahr 2005 wurde der Verein mit den Spielern und dem technischen Personal von İdmanocağı gegründet und hat an der EBBL (Türkische Herren-Basketball Regionalliga) teilgenommen. Durch den Kauf des Vereins Alpella im Jahr 2008 hat man die Rechte für das Spielen in der TB2L erworben.

### Schließung
Aufgrund finanzieller Probleme beschloss der Verein sich im Jahr 2018 aus der Basketbol Süper Ligi zurückzuziehen. 2019 löste sich die Basketballabteilung von Trabzonspor endgültig auf. Aber 2024 wurde die Basketballabteilung wieder geöffnet.

### Namen
- Nasaş Gençlik ve Spor Kulübü (1986–87)
- Beslenspor (1987–93)
- Ülkerspor (1993–06)
- Trabzon Basketbol (2005–10)
- Medical Park Trabzonspor (2010–11)
- Trabzon Basketbol Kulübü (2011–2013)
- Medical Park Trabzonspor (2013–2019)